# Scipione Cignaroli
Scipione Cignaroli (Milano, 1690 – Torino, 9 dicembre 1753) è stato un pittore italiano.

## Biografia

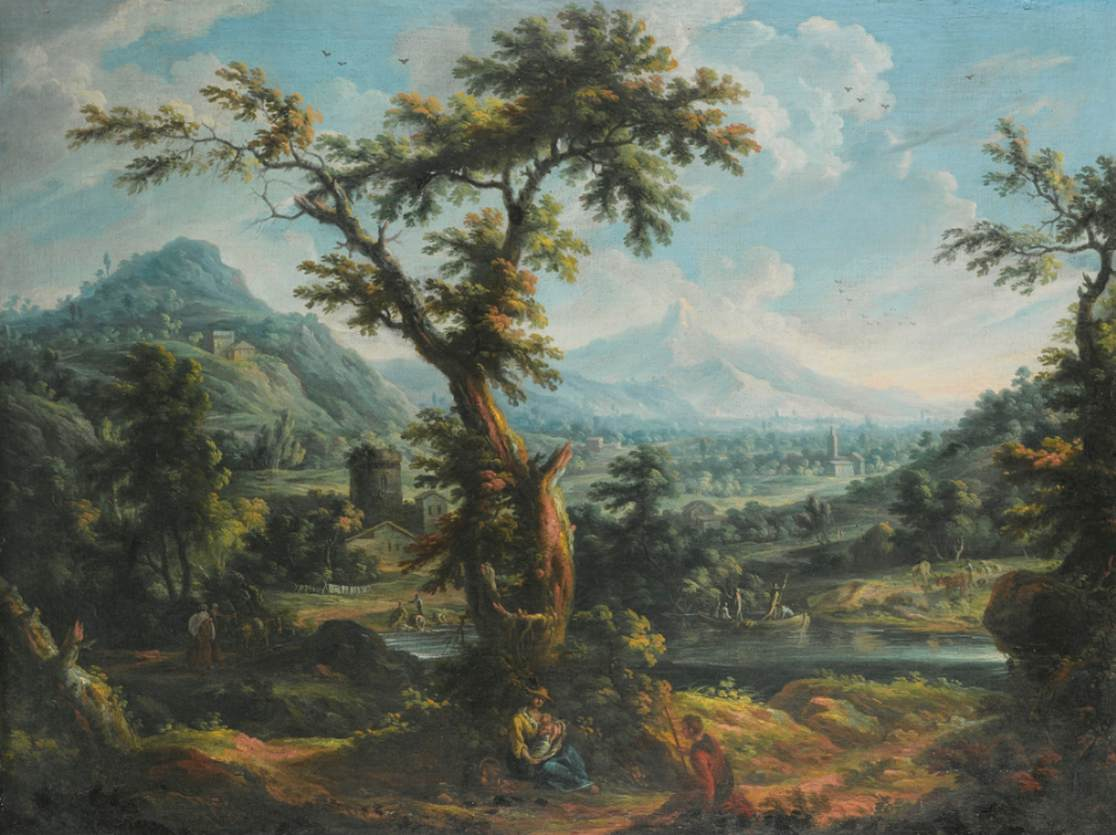
Panorama della valle di Susa, Collezione privata

Scipione è figlio di Ludovica Bianca Mussi e Martino Cignaroli, appartenente ad una famiglia di artisti della quale pare fu il capostipite Giambettino Cignaroli. Attivo a fianco del padre, residente a Torino dal 1718, si formò a Milano presso Peter Muller, detto il Tempesta, ed a Roma sulle opere del Dughet, Poussin e di Salvator Rosa.
Dal 1722 opera presso il palazzo Reale di Torino con il padre, poi presso il castello di Rivoli. Nell'anno 1725 esegue otto grandi quadri che rappresentano paesaggi e marine conservati ora nel castello di Agliè. Nel 1726, dopo la morte del padre, sposa Marianna Cavet. Nel 1728 gli nasce la prima figlia Marianna Teresa Bartolomea, che muore infante. Nel 1730 nasce il primo figlio, il futuro pittore e paesaggista Vittorio Giuseppe Gaetano, detto Vittorio Amedeo.
È attivo dal 1735 presso i conti Roero di Guarene e presso la Venaria Reale nel 1737 con alcuni paesaggi. Dal 1739 gli arrivarono grandi commesse presso il castello di Stupinigi e il Palazzo Reale. Nel 1745 si ammala gravemente e fa testamento, muore il 9 dicembre del 1753.
Negli ultimi anni di vita Scipione si evolve in aggiornamenti "rocaille", senza tuttavia snaturare lo stile arcadico ed idealizzante tipico dei suoi precedenti lavori. La sua opera non può essere dimenticata vedendo quella del figlio Vittorio Amedeo, che operò con lui. La pittura di Scipione intensa e leggera al tempo stesso fu apprezzata non solo nell'ambito della corte di Torino ma anche presso la nobiltà che ne richiedeva i quadri per abbellire le proprie ville di campagna, tra essi i maggiori estimatori furono i marchesi di Guarene, i Solaro di Moretta, gli Amico di Castell'Alfero, i Salmatoris, i San Martino di Agliè, i Turinetti e molti altri. Le sue opere sono collezionate in Inghilterra e in Irlanda.